# 1694

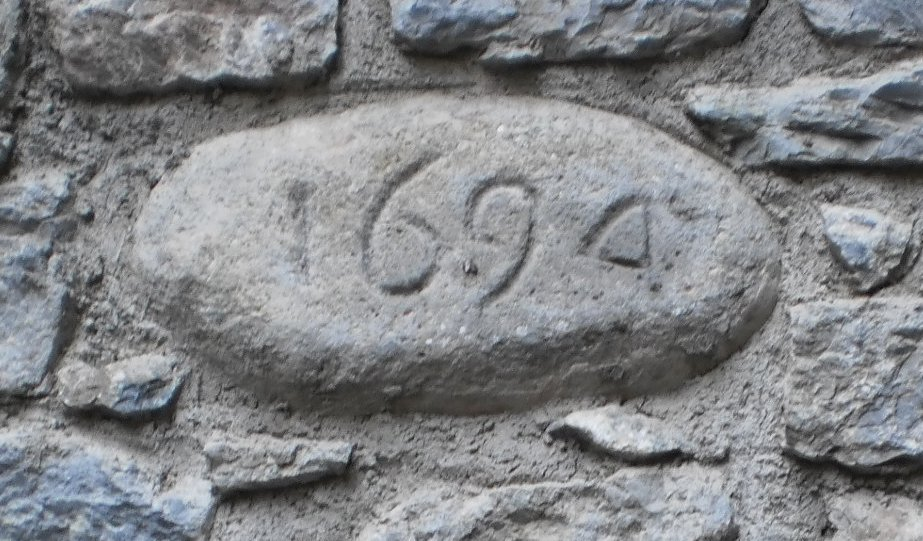
Façana d'una casa del carrer de l'Església de la Pobla de Lillet

## Esdeveniments
Països Catalans
- 17 d'agost - Avalot dels Pobres a Valls (l'Alt Camp) i Solivella (Conca de Barberà) contra els terços de Felip IV.
- Santa Maria d'Arenys (Arenys de Mar) es transforma en la seu episcopal del bisbe de Girona, ja que aquest ha de fugir de la Ciutat perquè les tropes de Lluís XIV l'han ocupat. La seu es quedarà a Arenys de Mar durant tres anys.
- 10 de juny: Presa de Palamós per part de les tropes franceses liderades pel segon duc de Noailles Anne Jules de Noailles.

Resta del món

## Naixements
Països Catalans
Resta del món
- 11 de març, Londres: Elizabeth Tollet, poeta matemàtica i erudita britànica (m. 1754).[1]
- 8 d'abril - Spa: Remacle Le Loup, dibuixant.
- 8 d'agost - Francis Hutcheson, filòsof escocès-irlandès, un dels fundadors de la Il·lustració escocesa (m. 1746).
- 21 de novembre - París: Voltaire, escriptor i filòsof francès (m. 1778).

## Necrològiques
Països Catalans
Resta del món
- 1 de febrer - Lieja (Principat de Lieja): Joan Lluís d'Elderen, príncep bisbe del principat de Lieja de 1688 a 1694.
- 17 de febrer - París: Antoinette du Ligier de la Garde Deshoulières, poetessa i filòsofa francesa (n. 1638).[2]